# Ramnavallen
Ramnavallen är en sportanläggning i Borås, Sverige. Den öppnades 1922 och var IF Elfsborgs hemmaplan i fotboll fram till 1941. I dag (2007) spelar Borås Rhinos här. Och nu (2010) är det Norrby IF:s hemmaplan.